# AMV Format Video
L'AMV est un format vidéo propriétaire, créé pour les baladeurs MP4 et les baladeurs MP3 pouvant jouer de la vidéo. Il existe maintenant deux formats différents cohabitant sous ce nom : l'ancien, conçu pour les puces 'Actions' et le nouveau conçu pour la puce 'Ali M5661'. Ce dernier format était aussi appelé ALIAVI.

## Format
Ce conteneur est une version modifiée du format AVI. Le format vidéo est une variante du Motion JPEG, avec des tables de quantisation fixes. Le format audio est une variante du IMA utilisant l'Adaptive Differential Pulse Code Modulation.
Le ratio de compression vidéo est peu élevé, en partie dû à la faible puissance des puces pour lesquelles il a été conçu. Il tourne autour de 4 pixels par octet, à comparer aux 10 pixels par octet du MPEG-2 - Comme les fichiers sont de faible résolution, de 96X96 jusqu'à 208x176 avec un nombre d'images par seconde égal à 10, 12 ou 16 Images par seconde), les tailles de fichiers sont relativement modérées. Pour une résolution de 128×96 pixels utilisant 12 images par seconde, une vidéo de 30 minutes sera compressée en 80 Mo.

## Documentation
La documentation pour ce format n'est pas publiquement disponible, en revanche  Dobrica Pavlinušić a réalisé de l'ingénierie inverse sur le format pour produire un décodeur en Perl, Tom Van Braeckel et Vladimir Voroshilov ont alors produit une version de FFmpeg capable de lire des fichiers AMV. Le code de lecture a depuis été envoyé dans la branche principale du projet FFmpeg.

## Source
- (en) Cet article est partiellement ou en totalité issu de l’article de Wikipédia en anglais intitulé « AMV video format » (voir la liste des auteurs).